# Noches áticas (Aulo Gelio)
Noches áticas (Noctes Atticae) es la única obra conocida de Aulo Gelio, datada durante el mandato de Marco Aurelio (161-180).

## Título y contenido
Su título hace referencia a que empezó a escribirla en las largas noches de un invierno que pasó en el Ática; la terminaría después en Roma. En ella anotó desordenadamente todas las curiosidades que oía o leía en otros libros. Está dividida en veinte libros, de los que  han sobrevivido todos menos el octavo. Contiene notas sobre historia, geometría, gramática, filosofía y casi cualquier otra materia. 
Su importancia radica principalmente en que cita fragmentos de otros autores cuya obra se ha perdido y muchos documentos arcaicos, como la Ley de las Doce Tablas.